# Aneesur Rahman
Aneesur Rahman (Hyderabad, Andhra Pradesh, 24 de agosto de 1927 – Minneapolis, 6 de junho de 1987) foi um físico indiano, pioneiro na aplicação de métodos computacionais para sistemas físicos.

## Biografia
Aneesur Rahman nasceu em Hyderabad, na Índia. Obteve o seu diploma de graduação em física e matemática da Universidade de Cambridge, na Inglaterra e doutorado em física teórica da Universidade de Leuven, na Bélgica. Em 1960, o Dr. Rahman começou sua ocupação como físico no Argonne National Laboratory (Argonne, Ill.). Em 1985, ele se juntou ao corpo docente da Universidade de Minnesota como um professor de física e membro do Supercomputer Institute.
Em 1964, publicou um artigo sobre argônio líquido no qual estudou um sistema de 864 átomos de argônio usando um computador CDC 3000 e aplicando o potencial de Lennard-Jones.
Seus algoritmos continuam a constituir a base para muitos códigos escritos hoje. Além disso, ele trabalhou em uma grande variedade de problemas, tais como o conjunto microcanónico e a teoria do retículo gauge, que ele inventou com David Callaway.
Rahman é conhecido como o pai da dinâmica molecular, uma disciplina da física que utiliza computadores para simular o comportamento de sistemas físicos microscópicos. Em 1977, ele foi agraciado com o prêmio Irving Langmuir oferecido pela American Physical Society.
A American Physical Society concede anualmente o Prêmio Aneesur Rahman pela realização proeminente de trabalhos na área da pesquisa computacional. Concedido pela primeira vez em 1993, o Prêmio Aneesur Rahman é a mais alta honra no campo da física computacional dada pela American Physical Society.